# Mike Bacarella
Mike Bacarella est un acteur américain.

## Filmographie

### Cinéma
- 1981 : On the Right Track : Sean
- 1981 : Continental Divide : Delaney
- 1982 : Things Are Though All Over : le policier dans la laverie
- 1983 : Class : un homme
- 1984 : The Naked Face : le policier sur la scène de crime
- 1984 : Johnny le dangereux : Vito
- 1985 : Pink Nights : Bruno
- 1986 : Deux flics à Chicago : l'installateur de la box TV
- 1986 : Sans pitié : le conducteur
- 1987 : Les Incorruptibles : Overcoat Hood
- 1988 : Vice Versa : le conducteur de la limousine
- 1988 : Les Feux de la nuit : l'homme à la boulangerie
- 1988 : Retreads : le mari jalou
- 1989 : Les Indians : Johnny Wynn
- 1989 : Opération Crépuscule : le pharmacien
- 1989 : The Kill Reflex : Les
- 1989 : Sam and Sarah : Astro
- 1989 : God's Will : le prêtre
- 1990 : Dans les pompes d'un autre : Pinkie
- 1991 : Un privé en escarpins : Cabbie
- 1992 : Mo' Money : Habib
- 1993 : La Star de Chicago : le clochard près de la blanchisserie
- 1993 : Le Fugitif : Marshal Stevens
- 1994 : Les Complices : l'ingénieur de la gare
- 1994 : Miracle sur la 34e rue : Santa
- 1994 : Richie Rich : un sergent
- 1995 : Les Chemins de l'amour : le gérant du magasin de liqueurs
- 1995 : L'Amour à tout prix : M. Fusco
- 1996 : Peur primale : un sergent
- 1997 : Relic : Bradley
- 1997 : Le Mariage de mon meilleur ami : le concierge du magasin
- 1997 : Soul Food : le propriétaire de la société d'impression
- 1997 : Night of the Lawyers : Détective Holmes
- 1999 : Hypnose : le policier de la gare
- 2000 : The Watcher
- 2004 : Bad Meat : le moine
- 2005 : Le Match de leur vie : Silvio Capiello
- 2005 : The Weather Man : le gérant du fast-food
- 2006 : Entre deux rives : Mulhern
- 2007 : Death and Taxis : Bruno
- 2007 : Frère Noël : le voisin de Wanda
- 2011 : The Last Rites of Joe May : George
- 2013 : No God, No Master : Firmino Gallo

### Télévision
- 1982 : Will: The Autobiography of G. Gordon Liddy
- 1982 : American Playhouse (1 épisode)
- 1984 : The Lost Honor of Kathryn Beck : le policier sous couverture
- 1984 : Les Poupées de l'espoir : le camionneur
- 1988 : Sable : Vinson (1 épisode)
- 1990 : Johnny Ryan : Manuel
- 1991 : Son of the Morning Star : l’adjudant au Fort Lincoln
- 1992 : Mario and the Mob
- 1993 : Obscures révélations : le gérant
- 1993 : Missing Persons : le concierge (1 épisode)
- 1996-1998 : Demain à la une : George Smolsky (2 épisodes)
- 1997 : Chicago Hope : La Vie à tout prix : Arthur Christy (1 épisode)
- 1998 : Urgences : un taxi (1 épisode)
- 1999 : Turks : Dennis le barman (13 épisodes)
- 2006 : Prison Break : Red Bull (1 épisode)
- 2010 : Detroit 1-8-7 : Serge Bostic (1 épisode)

### Jeu vidéo
- 2005 : Stubbs the Zombie in Rebel Without a Pulse : Medium Militia